# ایستگاه کالج (تورنتو)
ایستگاه کالج (انگلیسی: College station) یک ایستگاه متروی زیرزمینی در خط یک یانگ–یونیورسیتی متروی تورنتو است.